# أبو أحمد العلواني
أبو أحمد العلواني واسمه الحقيقي وليد جاسم العلواني قيادي في تنظيم الدولة الإسلامية ونقيب سابق في جهاز المخابرات العراقي خلال عهد صدام حسين، تولى قيادة المجلس العسكري في تنظيم الدولة الإسلامية. ترددت أنباء غير مؤكدة عن مقتله في محافظة صلاح الدين في أواخر عام 2014.